# مستعرضة إلكترونية

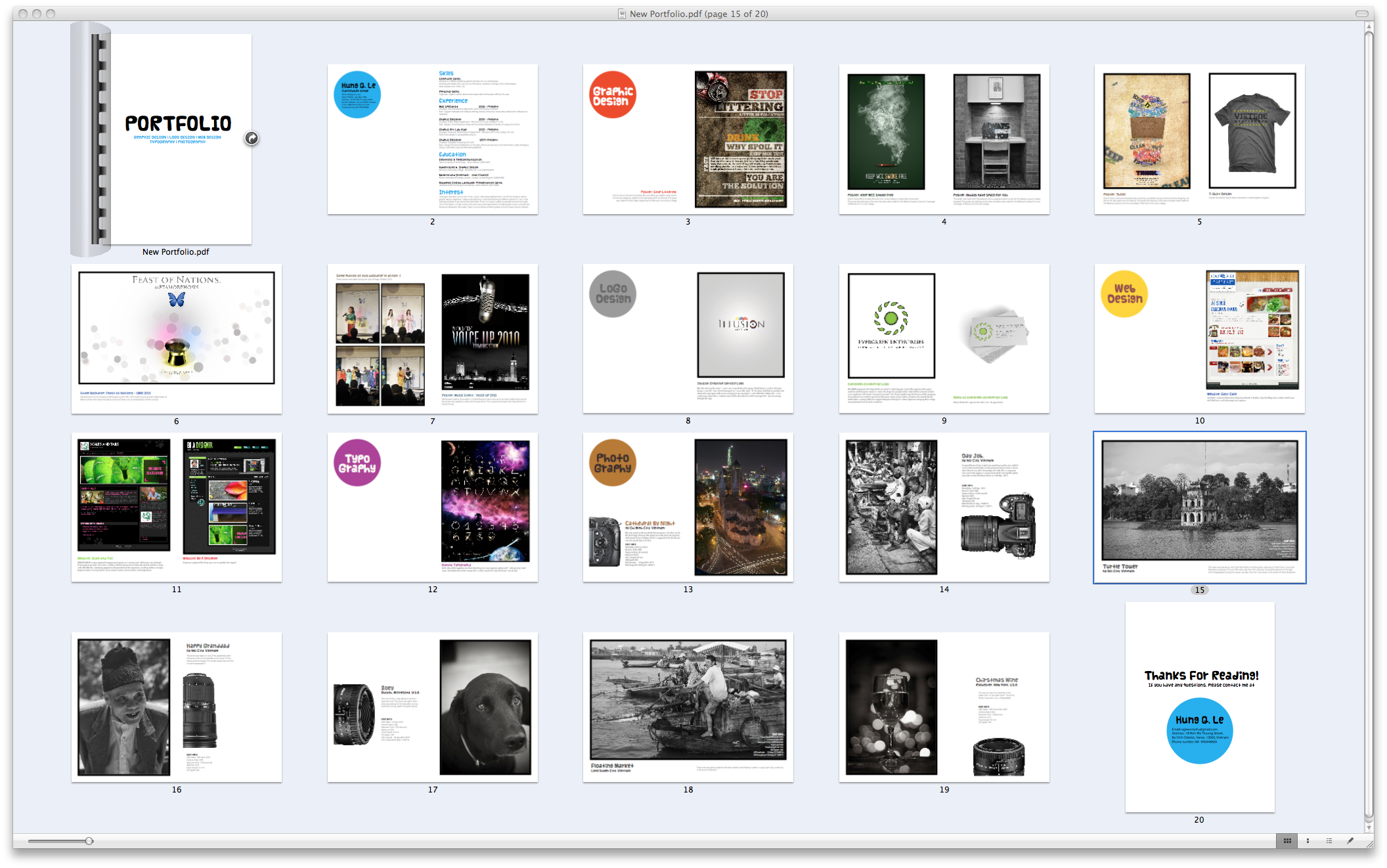
مستعرضة إلكترونية

المستعرضة إلكترونية أو إي بورتفوليو (e-portfolio)، هي عبارة عن مجموعة من أدلة إلكترونية يجمعها تُدار  من قبل المستخدم على شبكة الإنترنت. وقد تتضمن هذه الأدلة الإلكترونية نص تم إدخاله، وملفات إلكترونية، وصور ووسائط متعددة و مقالات مدونات، ولينك انترنت. وتظهر المحفظة الإلكترونية قدرات المستخدم كما تستعمل كمنبر للتعبير عن الذات. ويسمح وضعها على الإنترنت بتطوير محتوياتها بشكل ديناميكي مع مرور الزمن. تسمح بعض تطبيقات المحفظة الإلكترونية بدرجات متفاوتة من ولوج الجمهور، لذا يمكن استخدامها لأغراض متعددة.

## استخداماتها
ويمكن اعتبار هذه المستعرضة كنوع من السجلات التي تقدم دليلا على إنجازات الفرد التعليمية الفعلية. ترتبط المستعرضة الإلكترونية ارتباطا وثيقا بسجلات وخطط التعلم وهي أداة ناشئة يتم استخدامها لإدارة التعلم من قبل الأفراد والفرق والجماعات ذات المصالح المشتركة، والمنظمات. وفي بعض الأحيان، تجسد «بيئة التعلم الشخصية» كسجل تعلم، مفهوم مستعرضة الإلكترونية أيضا.
تم تدريس الطلاب على إنشاء هويات رقمية باستخدام برامج العرض أو أدوات إنشاء صفحات الويب. وفي الآونة الأخيرة أدى استخدام بيئة التعلم الافتراضية (VLE) في المدارس والجامعات إلى زيادة النشاط في إنشاء المحافظ الإلكترونية أسباب عديدة. يتم الاحتفاظ بمعظم هذه المستعرضات الإلكترونية داخل البيئة الافتراضية ولا يتم الوصول إليها من خارجها. وهذا يؤدي إلى مشاكل في تصدير البيانات والقضايا المتداخلة. ويمكن اتباع نهج بديل يتمثل في استخدام نظام استضافة خارجي. يسمح هذا النهج بالمحافظة على المعلومات حتى بعد ترك المؤسسة ويمكن أن يمتد خلال مختلف مراحل التعلم والتوظيف وحتى بعد التقاعد.
مثل المحافظ الورقية التقليدية، تسهل المستعرضة الإلكترونية على الطلاب بالتفكير بطريقة تعلمهم، مما يؤدي إلى مزيد من الوعي حول استراتيجيات تعلمهم واحتياجاتهم. أشارت نتائج البحث المقارن الذي قام به فان وسل بين المحافظ الورقية والمحافظ الإلكترونية إلى أن استخدام المحفظة الإلكترونية يؤدي إلى تحسن أكبر في نتائج التعلم.

## أنواعها
هناك ثلاثة أنواع رئيسية من المحافظ الإلكترونية، على الرغم من الإشارة إليها باستخدام مصطلحات مختلفة:
- مستعرضة التنموية (على سبيل المثال، نتائج في العمل): هي سجل لنتاج مالكها على مدى فترة من الزمن، وربما تكون مرتبطة مباشرة إلى نتائج المتعلم أو طرق تقييمه
- مستعرضة العاكسة (على سبيل المثال المستخدمة للتعلم): تشمل على محتوى يدل على تفكير صاحبه تجاه تعلمه وماذا تعني بالنسب لتنمية معلوماته مهاراته
- مستعرضة التمثيلية (على سبيل المثال، عرض نتاج عمل): تعرض المحفظة التمثيلية إنجازات صاحبها بالنسبة لعمل معين أو لأهداف تنموية، وهي بالتالي انتقائية. وتسمى عندما تستخدم لطلب وظيفة في بعض الأحيان مستعرضة مهنية.

يمكن خلط الأنواع الثلاثة لتحقيق تعلم أو شخصية، أو نتائج مختلفة ذات صلة بعمل صاحبها الذي يحدد مستويات الولوج إليها.

## شعبيتها
اكتسبت المحافظ الإلكترونية شعبية في كل من:
- مدرسة ليالي (انظر أيضا تكامل تكنولوجي)
- التعليم العالي
- التطوير المهني المستمر
- طلب وظيفة/ إعلانات مهنية
- العلاج الجماعي
- التقييم
- الاعتماد
- الاعتراف بتعلم سابق

ويمكن استخدام بعض المحافظ الإلكترونية لتقديم العروض، بعدد من الواجبات المختلفة، والأكثر شيوعا، والدراسات الصفية. كما يمكن أن تستخدم في إطار تقييم واعتماد التعليم، مثل مستعرضة إلكترونية المؤسساتية. وخاصة إذا اعتمد التقييم على نظام الروبرك.

## المحفظة إلكترونية المؤسساتية
المحفظة الإلكترونية المؤسساتية هي موقع ويب ذو وسائط متعددة مصممة لمساعدة توثيق وتنظيم قصص الكليات أو الجامعات وبخاصة الأهداف والمعايير. والتي تؤدي إلى تعزيز عمق واتساع الاتصالات بين المؤسسات الأخرى، وكذلك داخل المؤسسة نفسها، وبرامجها، ومكوناتها ويمكن أن توفر وسيلة فعالة لتعزيز الرؤى المشتركة والالتزامات لمهمتها.
والاستخدام الرئيسي للمحافظ الإلكترونية هو لتقييم المؤهلات المهنية الوطنية. وهناك عدد من مقدمي الخدمات مثل التقييم المهني على الإنترنت و التقييم المهني المباشر البريطانيتين التين تمكنان المرشحين على بناء مستعرضات استثمارية والتي يمكن الوصول إليهم من قبل المحققين عن طريق الإنترنت. تجعل المحفظة الإلكترونية من عملية الحصول على مؤهلات معترف بها دوليا أسهل كما تجعل العملية برمتها أكثر فعالية من حيث التكلفة.
تدعم المحفظة الالكترونبة جميع مكونات الممارسة الجيدة لنظام RPL من خلال نهج فعال في التقاط ومصادقة الأدلة عن طريق إقامة صلات مع أشكال قائمة من الأدلة، وبأسلوب تقيم من خلال الحوار غير المتزامن العادي. في سياق عملية تقييم الRPL، تكون الحافظة الإلكترونية قادرة على تبسيط تحديد الأدلة والتحقق من صحتها، وتمكن القيمين على أخذ الأحكام حول صحة الأدلة عندما يتم التحقق بها من خلال مصادر الشرعية القائمة، مثل أنظمة إدارة الطلاب أو نظم إدارة التعلم.

## الروابط الخارجية

### المنظمات الدولية ومؤتمرات المحافظ الدولية
- ايفيل
- Europortfolio الكونسورتيوم
- CampusEAI ePortfolio اتحاد myCampus
- الدانماركية للاتحاد البريد محفظة
- ePortConsortium
- يوروباس مبادرة المفوضية الأوروبية تعزيز الشفافية من المؤهلات والكفاءات في أوروبا (انظر أيضا يوروباس)
- ePortfolio مبادرة النمسا
- معهد للتعليم قانون الأسرة الإسلامي الهيئة المهنية للمعلمين في التعليم الإضافي في انكلترا، وتشجيع استخدام المحفظة الالكترونية من خلال PebblePad بالطاقة المتجددة وأداة ثيقة البرنامج القطري عدد الساعات نسخة محفوظة 19 مارس 2015 على موقع واي باك مشين..

### بحوث المحفظة الالكترونية
- بوابة تكنولوجيا التعليم والتعلم: المحافظ الالكترونية في عملية التعلم
- تعلم لإنشاء مستعرضة الإبداعية الرقمية

### دليل المحافظ الالكترونية
- خدمة مجانية وغير ربحية لتعزيز المحافظ الالكترونية

## أحداث ووقائع
- ePortfolio 2009، 22، 24 يونيو 2009، لندن العام الحدث هذا الموضوع الرئيسي هو «الإبداع والابتكار والمساءلة».
- ايفيل ePortfolio السنوي أعمال المؤتمر الدولي (منذ 2003)
- البريد Portfolios.net الحلول الإلكترونية في المحافظ الالكترونية للمعلمين في المملكة المتحدة
- فصول المحافظ الالكترونية الخلاقة